# Laure Wyss

Laure Wyss

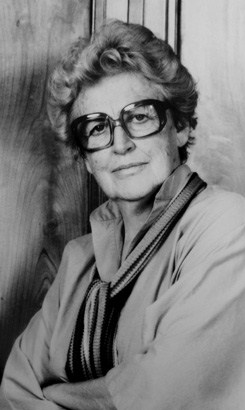
Laure Wyss (1981)

Laure Elisabeth Wyss (* 20. Juni 1913 in Biel/Bienne; † 21. August 2002 in Zürich) war eine Schweizer Schriftstellerin und Medienpionierin. Sie begleitete in der Schweiz die Frauenemanzipation und gab Frauen als Schriftstellerin und Journalistin eine Stimme.

## Leben und Wirken
Laure (gesprochen: Lor) Wyss wurde 1913 in Biel geboren. Sie war die zweitgeborene Tochter des Notars, FdP-Stadtrats und FdP-Grossrats Werner Wyss und der Hausfrau Anna-Bertha Wyss-Uhlmann. Wyss’ Schwester Hilde war zwei Jahre älter als sie. Der Grossvater väterlicherseits, Jakob Wyss, war der Neugründer und Rektor des Bieler Gymnasiums. Dessen Frau war die Tochter eines Twanner Weinbauern. Der Grossvater mütterlicherseits vertrat in Biel die Schweizerische Mobiliarversicherung. Seine Frau führte einen Laden, in dem sie Nähutensilien, Strickwaren und Kolonialwaren, wie Kaffee, verkaufte.

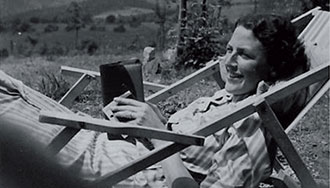
Laure Wyss auf dem Liegestuhl

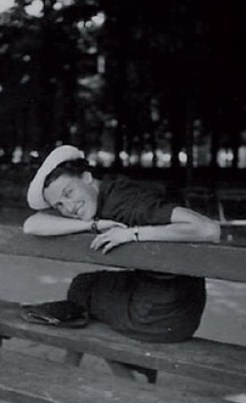
Laure Wyss mit weissem Hut

### Schulzeit und Ausbildung
Wyss wuchs bis 1926 in der Stadt Biel auf. Im selben Jahr zog die Familie in das selbstgebaute Einfamilienhaus in Leubringen/Evilard, einem Bauerndorf und Ausflugsort, oberhalb der Stadt Biel. Von 1926 bis 1932 besuchte Wyss das Gymnasium in Biel, welches davor von ihrem Grossvater geleitet worden war. Nach der Matura ging sie nach Paris und suchte eine Stelle als Au-pair-Mädchen.
Im Oktober 1932 schrieb sie sich an der Université de Paris, Faculté des Lettres, ein. Dort besuchte sie Vorlesungen zu französischer Literatur und Gegenwartskunst. Nach Paris, im Sommer 1933, absolvierte Wyss ein halbjähriges Praktikum im Notariat ihres Vaters, der sich wünschte, dass seine Tochter ein Studium in Rechtswissenschaft beginnen sollte. Im Herbst immatrikulierte sich Wyss an der Universität Zürich, um Deutsch und Französisch zu studieren. Ihren Abschluss machte sie als Fachlehrerin der Sekundarschule in den Fächern Französisch und Deutsch. Das Wintersemester 1934/35 verbrachte sie auf der Friedrich-Wilhelms-Universität (heute: Humboldt-Universität zu Berlin) in Berlin und besuchte dort Philosophie-Vorlesungen. Sie verliebte sich in Ernst Zietzschmann, den Bruder ihrer Studienfreundin. Er studierte Architektur in Deutschland und schloss das Studium in Zürich ab. 1937 heirateten die beiden. Zietzschmann lebte und arbeitete zu diesem Zeitpunkt seit einem Jahr in Stockholm.

### Kriegsjahre in Stockholm und Davos
Von 1937 bis 1942 lebte Wyss mit ihrem Ehemann in Stockholm. Sie war Hausfrau und lernte nordische Sprachen, wie Schwedisch, Dänisch und Norwegisch. Während ihrer Zeit in Stockholm machte sie mit dem konservativ-liberalen Soziologen Berthold Josephy Bekanntschaft, der als Jude aus Deutschland geflüchtet war. Wyss und Josephy verband eine prägende Freundschaft. Er widmete sich in seinen Büchern vor allem den Themen des Liberalismus und Sozialismus.
Arthur Frey leitete zu diesem Zeitpunkt den Schweizerischen Evangelischen Pressedienst und den Evangelischen Verlag in Zürich-Zollikon. Er gab ihr den Auftrag, aus dem Schwedischen, Norwegischen und Dänischen Dokumente aus der Widerstandsbewegung der skandinavischen Kirchen gegen die deutsche Besatzungsmacht zu übersetzen. Sie übertrug Schriften von Eivind Berggrav, Bischof von Oslo, der eine treibende Kraft in der Bekennenden Kirche Norwegens war. Vom dänischen Pfarrer Kaj Munk, der von den Nationalsozialisten ermordet wurde, übersetzte sie Predigten. Ihre Übersetzungen erschienen im schweizerischen Evangelischen Verlag. 1942 kehrte das Ehepaar in die Schweiz zurück und zog nach Davos.

### Berufsleben in der Schweiz
Nach acht Jahren Ehe mit Zietzschmann liess sich Wyss wenige Wochen vor Kriegsende 1945 scheiden.
Im gleichen Jahr zog sie nach Zürich, wo sie als freie Journalistin zu arbeiten anfing. Sie gebar 1949 ihren Sohn Nikolaus Wyss und war alleinerziehende berufstätige Mutter. Wyss nahm eine feste Stelle als Redaktorin an, um ein fixes Gehalt zu haben. 1975 wurde sie pensioniert und arbeitete weiterhin als freie Journalistin und Gerichtsberichterstatterin. In fortgeschrittenem Alter schuf sie ihre literarischen Werke.
Sie lebte in Zürich und an der französischen Atlantikküste, in der Charente-Maritime. Privat stand ihr Karl Schmid, der Schweizer Publizist und Germanist, nahe. Sie starb am 21. August 2002 im Alter von 89 Jahren in Zürich. Sie fand ihre letzte Ruhestätte auf dem Zürcher Friedhof Rehalp.
Ihr Nachlass befindet sich im Schweizerischen Literaturarchiv in Bern.

### Journalistin
1942 lernte Wyss den Herausgeber und Redaktor der Davoser Revue, Jules Ferdmann, kennen. Durch ihn bekam sie einen Einblick in das journalistische Handwerk. Im Dezember 1943 erschien Wyss’ erster Artikel in der Davoser Revue, der eine Buchkritik zum schwedischen Bestseller Britta Bölja von Tora Feuk war.
Nach Kriegsende arbeitete Wyss von 1946 bis 1948 als Redaktorin beim Schweizerischen Evangelischen Pressedienst. Sie reiste durch das kriegszerstörte Polen und schrieb Artikel und Berichte über die Hilfsprojekte, die vor Ort stattfanden. Ab 1949 arbeitete sie als freie Journalistin. Von 1950 bis 1962 leitete Wyss die Redaktion einer Frauenbeilage, ein Gemeinschaftsprojekt des Luzerner Tagblatts, der Aargauer Zeitung, der Zürichsee-Zeitung, der Schaffhauser Nachrichten und der Glarner Nachrichten. Die Beilage erschien wöchentlich und umfasste vier Zeitungsseiten mit Mode, Kochrezepten und Artikeln zur Lebensgestaltung. Im Rahmen ihrer redaktionellen Möglichkeiten trat sie für die Selbstbestimmung und Berufstätigkeit der Frau ein.

Laure Wyss, Schweizerische Ausstellung für Frauenarbeit SAFFA, Foto: Björn Erik Lindroos, Bildarchiv der ETH Zürich, 1957

Ab 1958 war Wyss in der Pionierzeit des Schweizer Fernsehens tätig und entwickelte neue Fernsehformate. Sie gestaltete und moderierte die neue Sendung Magazin für die Frau. Die erste Diskussionssendung am Schweizer Fernsehen Unter uns wurde von 1962 bis 1968 von Wyss geleitet.

Dora Kielholz und Laure Wyss, Schweizerische Ausstellung für Frauenarbeit, SAFFA, 1957, Foto: Björn Erik Lindroos, Comet Photo AG, Zürich

1963 brachte der Tages-Anzeiger die Wochenendausgabe TA 7 heraus. Wyss betreute zusätzlich das Extrablatt der Jugend, welches jeden Mittwoch als Beilage des Tages-Anzeigers erschien. Von 1970 bis 1975 arbeitete sie für das neue Tages-Anzeiger Magazin (heute: Das Magazin), welches sie zusammen mit Peter Frey und Hugo Leber entwickelte. Der erste Chefredaktor war Peter Frey. Die erste Ausgabe, die im Februar 1970 erschien, provozierte mit dem Titel Make war not love – Frauen gegen Männer und sorgte für Aufsehen bis über die Schweizer Grenzen hinaus.
Es war das erste vierfarbige Wochenendmagazin einer Tageszeitung im deutschsprachigen Raum. Das Markenzeichen des Tages-Anzeiger Magazins war ein aufklärerischer literarischer Journalismus und ein modernes Layout. Wyss vertrat einen anwaltschaftlichen Journalismus. Mit ihren Editorials und kritischen Artikeln wurde sie zu einer Stimme der Frauenbewegung. Sie förderte junge Journalisten, wie Niklaus Meienberg, Hugo Loetscher, Jürg Federspiel und Isolde Schaad.

### Schriftstellerin
1976 erschien Wyss’ erstes Buch mit dem Titel Frauen erzählen ihr Leben. 14 Protokolle, das Porträts von 14 Schweizerinnen enthält. Ihre Gesprächsprotokolle standen für die Strömung der dokumentarischen Literatur der 1970er Jahre. (In der BRD veröffentlichte Erika Runge, in der DDR Maxie Wander und Sarah Kirsch ebenfalls literarische Frauenprotokolle.)
1978 veröffentlichte Wyss ihr Hauptwerk Mutters Geburtstag, in dem sie ihr Leben als alleinerziehende und berufstätige Mutter reflektiert.
Das rote Haus erschien im Jahr 1982 und war ihr einziger Roman. Eine alleinerziehende Mutter, eine Journalistin und eine Hausfrau und Mutter machen sich in diesem Werk auf die Sinnsuche des Lebens. Auch hier lassen sich, wie in Mutters Geburtstag, Parallelen zu Wyss’ Leben finden.
Sie veröffentlichte Erzählungen, einen journalistischen Sammelband und Gedichte. Postum publizierte der Limmat Verlag den Band Wahrnehmungen mit letzten Erzählungen.

## Würdigungen
Vor allem ehemalige Kollegen, Schriftsteller und Literaturwissenschaftler würdigten Laure Wyss nach ihrem Tod.
Der Schweizer Dichter, Schriftsteller und Literaturwissenschaftler Adolf Muschg äusserte sich im Jahr 2002 in der Wochenzeitung wie folgt:

«Was schreiben hiesse, ist dir früh aufgegangen, an zwei Orten: den Zerstörungen des Weltkriegs, die dich sprachlos machten; und beim Aufbau deiner Artikel und Reportagen, wo dir die Sprache nicht fehlen durfte. Darin steckte ein Widerspruch, den du nie glatt zurechtbügeln konntest […] deine Empörung über die Benachteiligung von Frauen war begründet und unerschöpflich, sie war nicht von Programm oder Ideologie genährt, sondern von deinem Alltag als berufstätige und allein erziehende Frau. Doppelt anspruchsvoll, wie dich Notlagen machten, warst du nie sicher, ob es dir zum ‹Schreiben› auch reichte. Und diese Unsicherheit war das Persönlichste an dir, weil sie nicht nur persönlich begründet war.»

Die Literaturkritikerin und Publizistin Beatrice von Matt schrieb 2002 in der Neuen Zürcher Zeitung:

«In allem, was sie tat und schrieb, war diese Frau streng sich selber, ihrem genauen Gewissen verpflichtet. Jeder ihrer Sätze zeugte von unorthodoxer Redlichkeit. Ihr tapferes Auftreten, ihre grossherzige Art, ihr Einsatz für die Schwächeren machten sie in Zürich und weit darüber hinaus zu einer Instanz. Dabei war sie in keiner Weise eine gravitätische Erscheinung. Sie hatte Humor und Selbstzweifel genug, das zu verhindern. Nie war sie stur, auch nicht als Vorkämpferin für die Rechte der Frauen in der Schweiz. Eine mutige und ideenreiche Person war sie, wie sie einem nicht oft begegnet. […]»

Auch die Schweizer Journalistin und Schriftstellerin Isolde Schaad, die von Wyss gefördert worden war, schrieb ihre Gedanken 2002 nieder:

«Schreiben, wie Dir der Kopf gewachsen ist, und mit ganzen Augen von links bis rechts. Um zu erkennen und nennen, was ist und was nicht ist in dieser besten aller westlichen Welten, die sich Demokratie nennt. Basta, verstanden? Verstanden. Tragt gute Schuhe, nehmt den Brotsack und den Personalausweis mit, wenn ihr den vorzeigen müsst, dann seid ihr am richtigen Auskunftsgelände. Liebe Laure, natürlich hast Du das nicht so gesagt, Du hast es so überzeugend gedacht, dass man es sehen konnte.»

### Pressezitate
«In all diesen Texten, diesen wohltuend unambitiösen Vermächtnissen, registriert Laure Wyss nüchtern, ohne Umschweife, aber dennoch mit gebändigter Emphase.»

«Es ist wohl noch kaum irgendwo so schonungslos offen, so lapidar, so unprätenziös exakt und doch so ermutigend und tapfer über das Alter und seine Beschwerden geschrieben worden.»

«Die Fragmente sprechen für sich und sind lesbarer als eine minutiöse Seelenzugliederung. Die Form dieser literarischen Annäherung ist eigenwillig und gewöhnungsbedürftig, ganz wie die Königin.»

«Diese Briefe nach Feuerland sind ein unaufdringlich zum Nachdenken anregendes Plädoyer für Europa, das zur Abwechslung einmal nicht den Euro ins Zentrum stellt, sondern etwas inzwischen beinahe Vergessenes vermitteln will, nämlich Lust auf Europa. Laure Wyss’ glänzend geschriebener Briefessay verzichtet auf grosse Worte und zieht es vor, greifbare europäische Erfahrungen zu nennen.»

«Das Engagement der Journalistin Laure Wyss war immer wieder gekennzeichnet durch eine Neigung zur Literatur, zur Fiktion, zum Erzählen. So (gewissenlos heiter sozusagen) wie in Lascar hat Laure Wyss der Neigung noch nie Auslauf gelassen.»

«Wer das Buch einmal in den Händen hält und sich vornimmt, hier nun wenigstens genau hinzuschauen, könnte etwas entdecken: journalistische Kultur. Dass sie heute selten ist, bedeutet ja nicht, dass es sie nicht gibt.»

## Auszeichnungen und Ehrungen

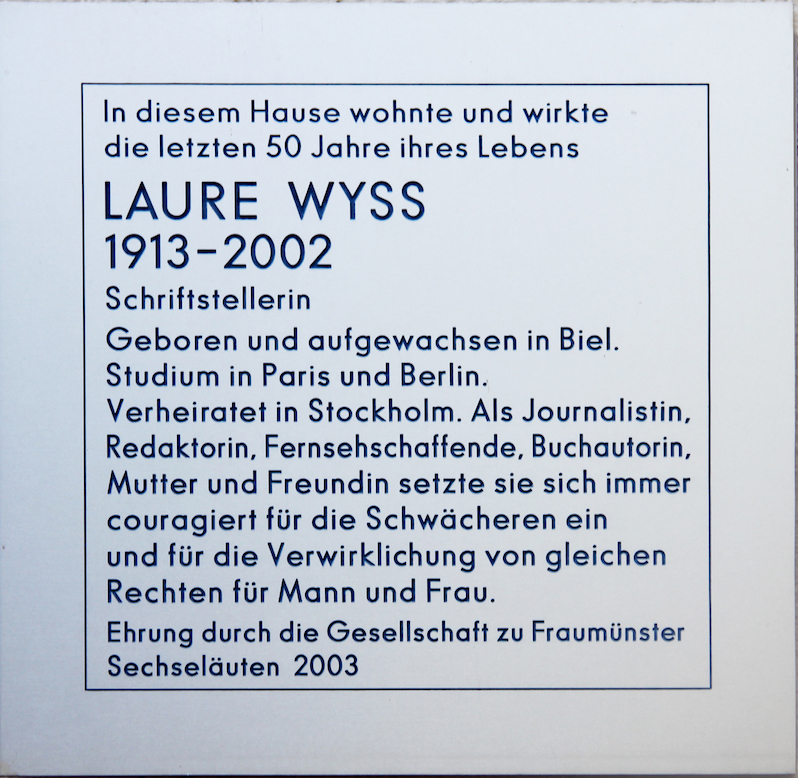
Laure-Wyss-Gedenktafel der Gesellschaft zu Fraumünster an der Winkelwiese 6, Zürich

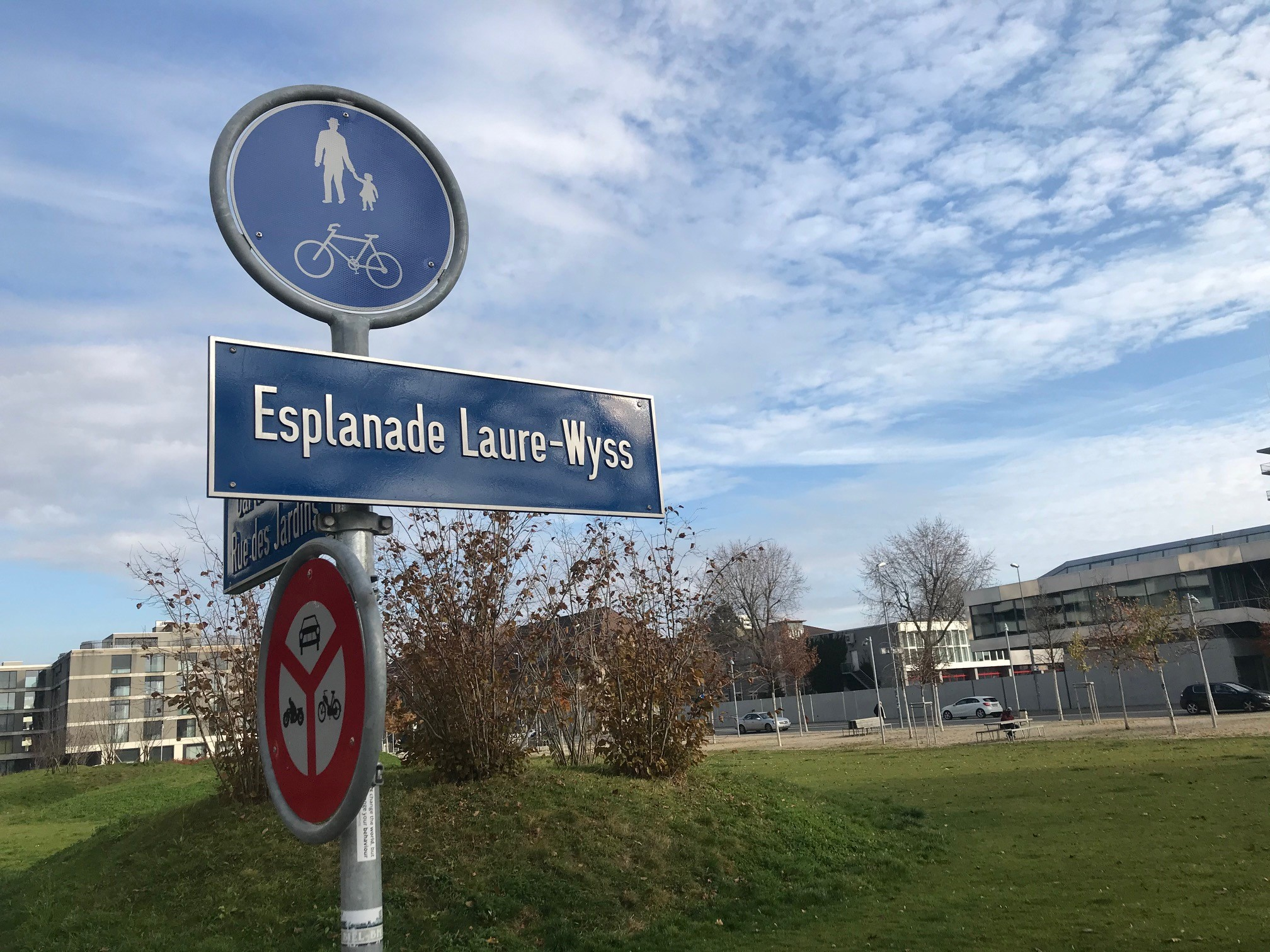
Esplanade Laure Wyss in Biel

- 1973: Förderungspreis der Stadt Zürich
- 1974: Ehrengabe des Kantons Zürich
- 1978: Ehrengabe der Stadt Zürich
- 1982: Schillerpreis der Zürcher Kantonalbank, für Ein schwebendes Verfahren
- 1993: Werkjahr der Max-Frisch-Stiftung
- 1994: Ehrengabe der Stadt Zürich
- 1997: Ehrengabe des Kantons Zürich
- 1998: Gesamtwerkspreis der Schweizerischen Schillerstiftung
- 1998: Grosser Literaturpreis des Kantons Bern
- 2000: Goldene Ehrenmedaille des Regierungsrates des Kantons Zürich
- 2001: Werkbeitrag des Kantons Zürich
- 2003: Ehrungen am Sechseläuten durch die Gesellschaft zu Fraumünster, eine Gedenktafel ist an der Winkelwiese 6 angebracht.
- 2019 wurde in Biel ein Platz nach ihr als Esplanade Laure Wyss benannt.[31]

## Werke

### Autorschaft
- Frauen erzählen ihr Leben. 14 Protokolle. Nachwort von Lilian Uchtenhagen. Huber, Frauenfeld 1976, ISBN 3-7193-0535-X.
  - als Taschenbuch: An einem Ort muß man anfangen. Frauen-Protokolle aus der Schweiz. Luchterhand (SL 355), Darmstadt 1981, ISBN 3-472-61355-6.
- Mutters Geburtstag. Notizen zu einer Reise und Nachdenken über A. Ein Bericht. Huber, Frauenfeld 1978, ISBN 3-85791-454-8.
  - als Taschenbuch: Luchterhand (SL 340), Darmstadt 1981.
    - Neuausgabe: Limmat, Zürich 1990, ISBN 3-85791-267-7.
- Ein schwebendes Verfahren. Mutmaßungen über die Hintergründe einer Familientragödie. Eine Dokumentation. Kindler, München 1981.
  - als Taschenbuch: Fischer (fibü 3526), Frankfurt am Main 1983, ISBN 3-596-23526-X.
- Das rote Haus. Roman. Huber, Frauenfeld 1982.
  - Neuausgabe: Limmat, Zürich 1992, ISBN 3-85791-193-X.
- Tag der Verlorenheit. Erzählungen. Huber, Frauenfeld 1984.
- Liebe Livia. Veras Tagebuch von Januar bis Dezember. Limmat, Zürich 1985.
- Was wir nicht sehen wollen, sehen wir nicht. Journalistische Texte. Herausgegeben von Elisabeth Fröhlich. Limmat, Zürich 1987, ISBN 3-85791-131-X.
- Das blaue Kleid und andere Geschichten. Limmat, Zürich 1989, ISBN 3-85791-154-9.
- Weggehen ehe das Meer zufriert. Fragmente zu Königin Christina von Schweden. Limmat, Zürich 1994, ISBN 3-85791-228-6.
- Briefe nach Feuerland. Wahrnehmungen zur Schweiz in Europa. Limmat, Zürich 1997, ISBN 3-85791-288-X.
- Schuhwerk im Kopf und andere Geschichten. Limmat, Zürich 2000, ISBN 3-85791-341-X.
- Protokoll einer Stunde über das Alter. Moritz Leuenberger im Gespräch mit Laure Wyss. Limmat, Zürich 2002, ISBN 3-85791-377-0.
- Wahrnehmungen und andere Geschichten. Herausgegeben von Tobias Kaestli und Hans Baumann. Limmat, Zürich 2003, ISBN 3-85791-397-5.

#### Lyrik
- Lascar. Gedichte. Limmat, Zürich 1994, ISBN 3-85791-222-7.
- Rascal. Gedichte. Limmat, Zürich 1999, ISBN 3-85791-328-2.

### Herausgeberschaft
- Hundeshagen, Karl Bernhard: Calvinismus und staatsbürgerliche Freiheit. Wider die Tyrannen/Hubert Languet. Evangelischer Verlag, Zollikon/Zürich 1946.
- Warszawa. Zwölf Polnische Gedichte auf Warschau. Übertragen von Nikolaus Boesch. Verlag L.E.W, Zürich 1948 (Selbstverlag).
- Gut zum Druck. Hg. von Laure Wyss. Artemis, Zürich 1972.
- Norwegische Kirchendokumente: Aus den Jahren des Kampfes zwischen Kirche und weltlicher Macht, 1941–1943. Umschlag: Urkunden aus der Märtyrergeschichte der protestantischen Kirche, Hrsg. und übersetzt von Laure Wyss. Evangelischer Verlag, Zollikon/Zürich 1943.

### Übersetzungen
- Hans Akerhielm: Schwert unterm Kreuz. Mit dem schwedischen Freikorps im Finnlandkrieg. Predigten und Andachten. Evangelischer Verlag, Zollikon/Zürich 1941.
- Eivind Berggrav: Einsamkeit und Gemeinschaft im Christenleben. Zollikon-Zürich: Evangelischer Verlag, Zollikon/Zürich 1942.
- Kay Munk: Bekenntnis zur Wahrheit. Evangelischer Verlag, Zollikon/Zürich 1944.
- Sergius Patriarch: Die Wahrheit über die Religion in Russland. Evangelischer Verlag, Zollikon/Zürich 1944.
- Pierre Maury: Jesus Christus, der Unbekannte. Evangelischer Verlag, Zollikon/Zürich 1949.

### Fernsehen und Print
- Magazin der Frau – UnterUns. Sozialreportagen. (Als Redaktorin, Programmgestalterin, Präsentatorin.) Ca. 100 Live-Sendungen, SF DRS 1962–1967.
- Wir sind auch dabei gewesen. Luzerner Zeitung vom 24. Oktober 1953
- Ferienbrief an die besten aller Väter. Luzerner Zeitung vom 3. Juli 1954
- Nur Hausfrau. Luzerner Zeitung vom 17. Januar 1959
- Elégance Suisse 1966. Tages-Anzeiger vom 25. Juni 1966
- …und luege tuet de Vatter. Tages-Anzeiger vom 9. Juli 1966
- Dach über dem Kopf? Tages-Anzeiger vom 19. November 1966
- Bewährung. Tages Anzeiger vom 24. Dezember 1966
- Auf der Suche nach den Zeichen der Zeit. Tages-Anzeiger vom 4. Februar 1967
- Alles ist im Fluss. Tages-Anzeiger vom 9. August 1969
- Erkenntnis des Schmerzes? (Editorial) Tages-Anzeiger Magazin vom 12. Juli 1975
- Schöne grüne Matten (Editorial) & Mauern und Ruhe und Ordnung. Tages-Anzeiger Magazin vom 17. Dezember 1977
- Durch das Matriarchat zum grossen Ungehorsam. Die Weltwoche vom 13. Oktober 1983
- p.s. Wollfaden gegen Cruise. Schweizer Illustrierte 4/1983
- Brief an eine Ärztin. Die Wochenzeitung vom 15. November 1985

### Radio
- Regionaljournal, 7. Juli 1987, Züri im Gspröch
- Widerworte, 19. Oktober 1988, Das rote Biel 1919–1939
- Widerworte, 23. August 1988, Die Boulevardisierung der Presse und der Medien
- Widerworte, 18. September 1990, Rassismus gegen Asylanten in der Schweiz
- Zeitlupe, 6. Juli 1991, Nümme wie früecher – Nicht mehr wie früher
- Regionaljournal, 14. Juni 1992, Laure Wyss als Sonntagsgast
- Kolumnen, 21. November 1994, Beziehungen zwischen den Generationen
- Kommentar Der Kommentar von Laure Wyss zur Dichtung, 5. Dezember 1995
- Kommentar Der Kommentar von Laure Wyss zur Emanzipation, 5. November 1996
- Kommentar Der Kommentar von Laure Wyss zum Verhalten der Schweiz während des Zweiten Weltkriegs, 8. April 1997

## Filmporträt
- Ernst Buchmüller: Laure Wyss – Ein Schreibleben. Video, 53 min., ISBN 3-85791-339-8.

## Arbeitsgemeinschaft Laure Wyss
Zum 100. Geburtstag von Laure Wyss gründeten ihr Sohn Nikolaus Wyss (ehemaliger Schulleiter der Hochschule Luzern – Design & Kunst), Barbara Kopp (Autorin und Journalistin), Rea Eggli (Kulturunternehmerin) und Constantin Ragusa (Projektberater) eine Arbeitsgemeinschaft. Deren Ziel ist es, Wyss für die nachrückende Generation in Erinnerung zu behalten. Die Arbeitsgemeinschaft organisierte Jubiläumsveranstaltungen in Basel und Zürich und Lesungen in der Deutschschweiz. Auf der Website findet man die Biografie, die journalistischen und schriftstellerischen Tätigkeiten und Fotos von Wyss.